# USS Frazier (DD-607)
DD 607 Frazier (Корабль соединённых штатов Фрезер) — американский эсминец типа Benson.
Заложен на верфи Bethlehem Steel, San Francisco 5 июля 1941 года. Заводской номер: 5370. Спущен 17 марта 1942 года, вступил в строй 30 июля 1942 года.
Выведен в резерв 14 апреля 1946 года. Из ВМС США исключён 1 июля 1971 года.
Продан 6 октября 1972 года фирме «Luria Bros. and Co. Inc.» в Кливленде и разобран на слом.